# Klaus-Ulrich Reipert
Klaus-Ulrich Reipert (* 8. Februar 1940 in Berlin) ist ein ehemaliger deutscher Politiker (CDU).
Klaus-Ulrich Reipert besuchte eine Realschule und machte eine Lehre als Maurer. Anschließend studierte er ab 1959 an der Staatlichen Ingenieurschule für Bauwesen und wurde 1963 Bauingenieur. Er wurde technischer Angestellter zunächst beim Berliner Bezirksamt Tempelhof, später im Bezirksamt Schöneberg. Bereits 1960 trat Reipert der CDU bei. Bei der Berliner Wahl 1975 wurde er in die Bezirksverordnetenversammlung (BVV) von Tempelhof gewählt. Da Claus Wischner Senatsdirektor wurde, rückte Reipert im Oktober 1981 in das Abgeordnetenhaus von Berlin nach. Auch bei der Wahl 1990 wurde er zunächst wieder in das Parlament gewählt, doch im Januar 1991 wurde er von der BVV Tempelhof zum Bezirksstadtrat gewählt. Bis 2006 war er Stadtrat im Bezirk Tempelhof-Schöneberg.
2015 wurde Reipert vom Regierenden Bürgermeister Michael Müller die Verdienstmedaille der Bundesrepublik Deutschland verliehen.